# Spytek Jarosławski (zm. 1444)
Spytek z Tarnowa i Jarosławia herbu Leliwa (zm. 10 listopada 1444) – starosta generalny ruski w latach 1441-1442, dworzanin królewski,  (m.in. królewski zapis na starostwie leżajskim) właściciel Zgłobnia.

## Życiorys
Był synem Spytka i Sandochny ze Zgłobienia.
Uczestniczył i poległ w bitwie pod Warną 10 listopada 1444, kiedy zginęło wielu znamienitych rycerzy i dostojników, m.in. Dziersław Włostowski, bracia Tarnowscy, Stanisław syn Zawiszy z Garbowa, dworzanin królewski Paweł Wojnicki z Sienna.